# Psallus wagneri
Psallus wagneri is een wants uit de familie van de blindwantsen (Miridae). De soort werd het eerst wetenschappelijk beschreven door Frej Ossiannilsson in 1953. De wants is vernoemd naar Eduard Wagner.

## Uiterlijk
De redelijk langwerpig ovale blindwants is, als volwassen dier, altijd macropteer (langvleugelig) en kan 3 tot 4 mm lang worden. De kop, het halsschild en het scutellum zijn zwart net als de rest van de voorvleugels. Het gebied rond het scutellum is vaak lichter. Het lichaam is bedekt met zowel goudglanzende als zwarte haartjes. Het grijsdoorzichtige deel van de voorvleugels heeft witte aders. De pootjes hebben geelwitte schenen en de bruinzwarte dijen hebben een geel uiteinde. De antennes zijn geel, het begin van het eerste segment is bruin. Psallus wagneri lijkt zeer veel op Psallus perrisi. De vrouwtjes zijn helemaal niet van elkaar te onderscheiden. Bij de mannetjes kunnen alleen de genitalia uitsluitsel geven over de exacte soort.

## Leefwijze
De soort doorstaat de winter als eitje en de wants kent één generatie per jaar. De volwassen mannetjes worden van mei tot juni gevonden op zomereik (Quercus robur) en wintereik (Quercus petraea).

## Leefgebied
In Nederland is de wants algemeen. Het verspreidingsgebied is Palearctisch, van Europa tot de Kaukasus in Azië.